# 戎胶球虫
戎胶球虫（学名：Collosphaera armata）为胶球虫科胶球虫属的动物。分布于大西洋、南印度洋以及中国东海等海域。